# Ståle Solbakken
Ståle Solbakken (Kongsvinger, 27 febbraio 1968) è un allenatore di calcio ed ex calciatore norvegese, di ruolo centrocampista, attuale commissario tecnico della nazionale norvegese.

## Biografia
Suo figlio Markus Solbakken è a sua volta un calciatore professionista.

## Caratteristiche tecniche
Solbakken era un centrocampista dotato di buona visione di gioco, abile tecnicamente e piuttosto carismatico. Dotato anche di un buon tiro dalla distanza, fu anche piuttosto longevo, migliorando con il passare degli anni.

## Carriera

### Giocatore

#### Club

##### Gli inizi

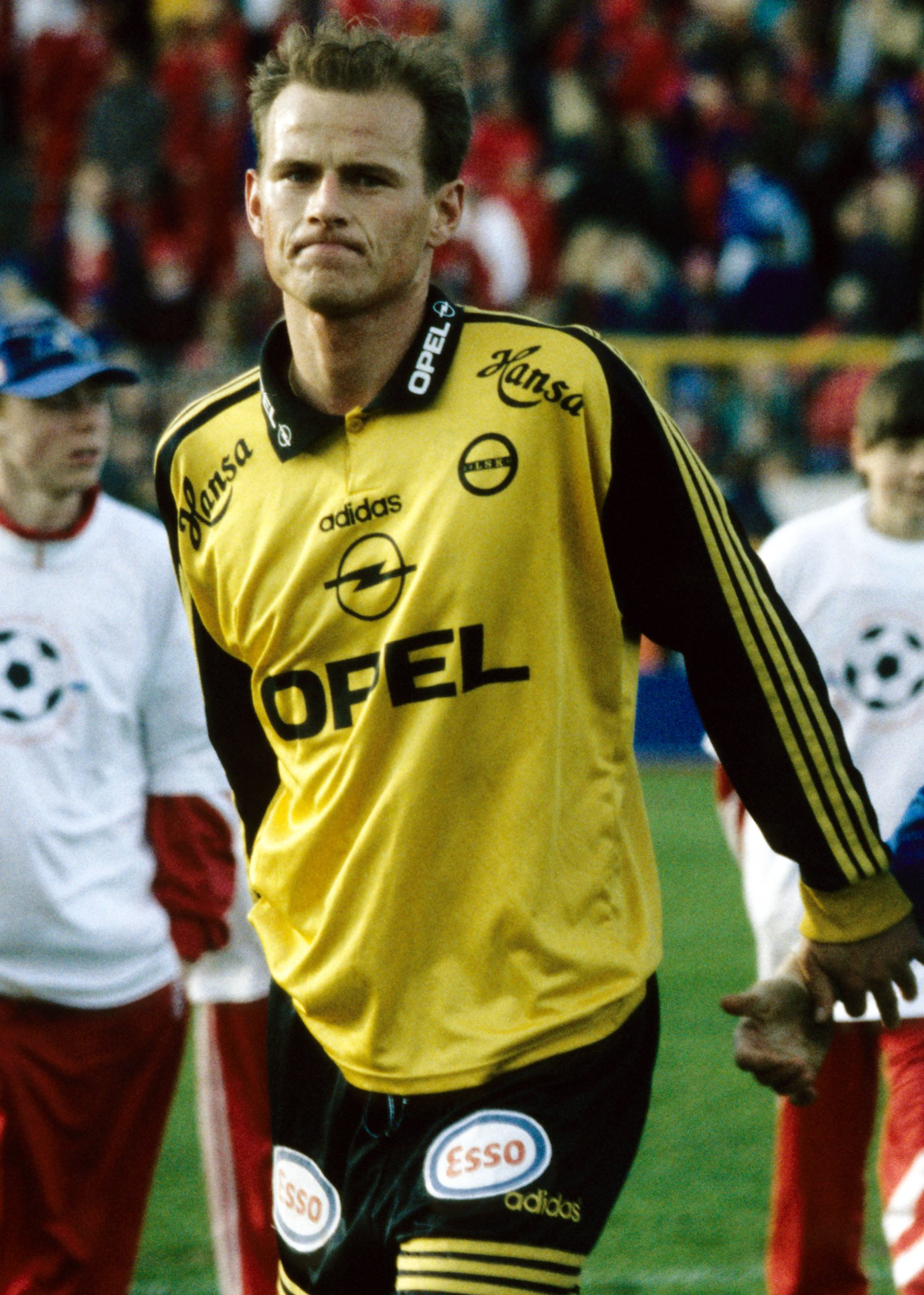
Solbakken con la maglia del Lillestrøm nel 1996

Solbakken cominciò la carriera con la maglia del Grue, prima di trasferirsi allo HamKam. Nella prima stagione con la nuova squadra, non riuscì ad avere un grosso impatto sulle sorti del club. Nel 1990 riuscì invece ad imporsi, realizzando anche 9 reti in 21 partite di campionato. Solbakken migliorò il proprio ruolino nella stagione successiva, siglando 14 marcature e contribuendo alla promozione dello HamKam. Si affermò così come uno dei migliori giocatori del calcio norvegese.
Il 26 aprile 1992 ebbe modo di debuttare nell'Eliteserien, quando fu schierato titolare nella vittoria casalinga per 3-1 sul Brann. Il 24 maggio arrivò il primo gol nella massima divisione norvegese, nel successo per 3-0 sul Molde. L'8 giugno, realizzò una doppietta ai danni del Mjøndalen, contribuendo alla vittoria per 3-1. Rimase in forza allo HamKam fino al termine del campionato 1993.

##### Il passaggio al Lillestrøm
Terminata l'esperienza a Hamar, Solbakken si trasferì al Lillestrøm. Il debutto con questa casacca fu datato 17 aprile 1994, in occasione del pareggio a reti inviolate sul campo del Vålerenga. Il 23 aprile arrivò la prima rete, nel pareggio per 2-2 contro il Rosenborg. La prima stagione al Lillestrøm fu piuttosto positiva. In seguito, ricevette la fascia da capitano e contribuì al secondo posto finale nel campionato 1996. Rimase al Lillestrøm per un'ultima stagione, disputata su ottimi livelli.

##### Le esperienze all'estero
Solbakken fu allora ingaggiato dagli inglesi del Wimbledon. Esordì nella Premier League il 22 novembre 1997, sostituendo Neal Ardley nella sconfitta casalinga per 2-5 contro il Manchester United. Il 28 dicembre realizzò l'unica rete nel campionato inglese, nella partita persa per 1-2 contro il West Ham. L'esperienza con il Wimbledon non fu comunque positiva, secondo alcuni media anche a causa anche del difficile rapporto con il compagno di squadra Vinnie Jones.
Solbakken si trasferì così all'Aalborg. Qui le sue prestazioni migliorarono e diventò rapidamente uno dei beniamini dei tifosi. A partire dalla seconda stagione in forza al club, gli fu affidata la fascia da capitano. Vinse il campionato 1998-1999 e, nello stesso anno, fu nominato giocatore dell'anno. Ad agosto 2000, Solbakken fu ingaggiato dal Copenaghen. Debuttò in squadra il 27 agosto, subentrando a Christian Lønstrup nella vittoria per 2-1 sul Brøndby.
Il 13 marzo 2001, durante un allenamento del Copenaghen, Solbakken fu colpito da un attacco di cuore. Il dottor Frank Odgaard, quel giorno presente all'allenamento, capì immediatamente la gravità della situazione e la sua pronta reazione salvò, con ogni probabilità, la vita del calciatore. Nonostante sia rimasto in vita, lui venne comunque dichiarato clinicamente morto, e per 8 minuto lo fu. Solbakken rimase in coma per diversi giorni, ma si riprese completamente. Gli fu quindi installato un pacemaker, per ridurre la possibilità che si ripetesse un attacco di cuore in futuro. Questo incidente segnò la fine della carriera agonistica del norvegese, che annunciò il proprio ritiro nel mese di aprile. L'infarto fu causato da un difetto cardiaco che non era mai stato rilevato prima.

#### Nazionale
Solbakken giocò 58 partite per la Norvegia, con 9 reti all'attivo. Esordì il 9 marzo 1994, sostituendo Kjetil Rekdal nella vittoria per 1-3 contro il Galles. Non fu inserito tra i convocati per il campionato del mondo 1994, nonostante la buona stagione con la maglia del Lillestrøm. Dopo il torneo, però, tornò nel giro della Nazionale e fu impiegato con maggiore continuità: nella maggior parte dei casi, però, Solbakken partiva dalla panchina, poiché nel suo ruolo gli veniva preferito Rekdal. Il 2 giugno 1996 arrivarono le prime reti per la Norvegia, con una doppietta nella vittoria per 5-0 sull'Azerbaigian.
La Norvegia mancò la qualificazione al campionato d'Europa 1996, ma centrò quella per il mondiale 1998. Fu inserito tra i convocati per la competizione, ma non fu impiegato nella sfida decisiva contro il Brasile, poiché gli fu preferito Roar Strand. La selezione scandinava fu poi eliminata agli ottavi di finale dall'Italia. La Norvegia riuscì a qualificarsi anche per il campionato d'Europa 2000, ma Solbakken subì un infortunio poco prima della manifestazione, riuscendo così a giocare soltanto nel pareggio contro la Slovenia. La squadra fu eliminata alla fase a gironi e Solbakken annunciò il ritiro dalla Nazionale al termine del torneo.

### Allenatore

#### HamKam
Terminata la carriera calcistica, Solbakken diventò allenatore dello HamKam. Il club, all'epoca militante nella 1. divisjon, si guadagnò la promozione nel campionato 2003, il secondo in cui fu guidato dall'ex centrocampista. Lo HamKam centrò poi un 5º posto finale nell'Eliteserien 2004: in virtù di questo traguardo, fu nominato miglior allenatore della stagione. La vicenda personale che l'aveva visto protagonista pochi anni prima e i risultati raggiunti con lo HamKam gli fecero guadagnare il soprannome di Ståle Salvatore. Rimase allo HamKam fino al termine del campionato 2005.

#### Copenaghen
Terminata l'esperienza norvegese, Solbakken fece ritorno al Copenaghen. In sei stagioni sulla panchina della formazione danese, vinse cinque campionati (2005-2006, 2006-2007, 2008-2009, 2009-2010 e 2010-2011) e una Coppa di Danimarca (2008-2009). Il 3 novembre 2009, il club annunciò sul proprio sito internet che Solbakken non avrebbe rinnovato il suo contratto, in scadenza al 30 giugno 2011: questo perché sarebbe dovuto diventare il nuovo commissario tecnico della Norvegia a gennaio 2012 – oppure al termine del campionato d'Europa 2012, nell'eventualità in cui la selezione scandinava fosse riuscita a qualificarsi. Nella Champions League 2010-2011, il Copenaghen raggiunse gli ottavi di finale del torneo, per poi essere eliminato dal Chelsea. Come previsto, lasciò la squadra al termine del campionato 2010-2011.

#### Colonia
Solbakken tornò però sui suoi passi, cancellando l'accordo per diventare commissario tecnico della Norvegia e firmando piuttosto per i tedeschi del Colonia. Fu riportato che il club tedesco pagò 400.000 euro alla Norges Fotballforbund per far sì che il contratto firmato dall'allenatore fosse annullato. Alla pausa invernale del campionato 2011-2012, il Colonia si trovava al 10º posto in classifica, ma i risultati peggiorarono nella seconda parte del campionato e la squadra finì invischiata nella lotta per non retrocedere. Fu esonerato il 12 aprile 2012, dopo la sconfitta per 4-0 sul campo del Magonza: in quel momento, la squadra si trovava al 16º posto in classifica. Fu sostituito da Frank Schaefer, che comunque non riuscì a salvare il Colonia dalla retrocessione.

#### Ritorno al Copenaghen
Il 21 agosto 2013 fa ritorno al Copenaghen, sostituendo l'esonerato Ariël Jacobs e firmando un contratto triennale.
Il 10 ottobre 2020 viene sollevato dall'incarico dalla società per i brutti risultati registrati nell'inizio di stagione, stante il nono posto in campionato e una precoce eliminazione ai play-off di Europa League. Chiude la propria seconda esperienza nella capitale con la vittoria di 3 campionati danesi e 3 Coppe di Danimarca. In campo europeo si registrano due qualificazioni alla fase a gironi di UEFA Champions League, oltre a un quarto di finale di Europa League raggiunto nella stagione 2019-2020, in cui il Copenaghen era stato eliminato dal Manchester United dopo i tempi supplementari. Per tutti questi risultati e quelli ottenuti durante la sua prima esperienza nel club (nel quinquennio 2006-2011), è stato nominato, dalla società, il più grande allenatore della storia del Copenaghen.

#### Nazionale norvegese
Il 3 dicembre 2020 viene nominato commissario tecnico della nazionale norvegese, subentrando al dimissionario Lars Lagerbäck. Terzo classificato nel girone di qualificazione al campionato del mondo 2022, manca l'accesso alla fase finale del torneo, poi si piazza secondo nel girone di Lega B della UEFA Nations League 2022-2023. Manca anche la qualificazione al campionato d'Europa 2024, stante il terzo posto nel girone di qualificazione.

## Statistiche

### Presenze e reti nei club
| Stagione            | Club              | Campionato        | Campionato | Campionato | Coppe nazionali | Coppe nazionali | Coppe nazionali | Coppe continentali | Coppe continentali | Coppe continentali | Supercoppe | Supercoppe | Supercoppe | Totale | Totale |
| Stagione            | Club              | Comp              | Pres       | Reti       | Comp            | Pres            | Reti            | Comp               | Pres               | Reti               | Comp       | Pres       | Reti       | Pres   | Reti   |
| ------------------- | ----------------- | ----------------- | ---------- | ---------- | --------------- | --------------- | --------------- | ------------------ | ------------------ | ------------------ | ---------- | ---------- | ---------- | ------ | ------ |
| 1984                | Grue              | 4D                | ?          | ?          | CN              | ?               | ?               | -                  | -                  | -                  | -          | -          | -          | ?      | ?      |
| 1985                | Grue              | 3D                | ?          | ?          | CN              | ?               | ?               | -                  | -                  | -                  | -          | -          | -          | ?      | ?      |
| 1986                | Grue              | 4D                | ?          | ?          | CN              | ?               | ?               | -                  | -                  | -                  | -          | -          | -          | ?      | ?      |
| 1987                | Grue              | 4D                | ?          | ?          | CN              | ?               | ?               | -                  | -                  | -                  | -          | -          | -          | ?      | ?      |
| 1988                | Grue              | 4D                | ?          | ?          | CN              | ?               | ?               | -                  | -                  | -                  | -          | -          | -          | ?      | ?      |
| Totale Grue         | Totale Grue       | Totale Grue       | ?          | ?          |                 | ?               | ?               |                    | -                  | -                  |            | -          | -          | ?      | ?      |
| 1989                | HamKam            | 2D                | 18         | 3          | CN              | ?               | ?               | -                  | -                  | -                  | -          | -          | -          | ?      | ?      |
| 1990                | HamKam            | 2D                | 21         | 9          | CN              | ?               | ?               | -                  | -                  | -                  | -          | -          | -          | ?      | ?      |
| 1991                | HamKam            | 1D                | 22         | 14         | CN              | ?               | ?               | -                  | -                  | -                  | -          | -          | -          | ?      | ?      |
| 1992                | HamKam            | ES                | 21         | 6          | CN              | ?               | ?               | -                  | -                  | -                  | -          | -          | -          | ?      | ?      |
| 1993                | HamKam            | ES                | 18         | 3          | CN              | ?               | ?               | -                  | -                  | -                  | -          | -          | -          | ?      | ?      |
| Totale HamKam       | Totale HamKam     | Totale HamKam     | 100        | 35         |                 | ?               | ?               |                    | -                  | -                  |            | -          | -          | ?      | ?      |
| 1994                | Lillestrøm        | ES                | 22         | 9          | CN              | ?               | ?               | -                  | -                  | -                  | -          | -          | -          | ?      | ?      |
| 1995                | Lillestrøm        | ES                | 26         | 13         | CN              | ?               | ?               | -                  | -                  | -                  | -          | -          | -          | ?      | ?      |
| 1996                | Lillestrøm        | ES                | 26         | 8          | CN              | ?               | ?               | -                  | -                  | -                  | -          | -          | -          | ?      | ?      |
| 1997                | Lillestrøm        | ES                | 25         | 5          | CN              | ?               | ?               | -                  | -                  | -                  | -          | -          | -          | ?      | ?      |
| Totale Lillestrøm   | Totale Lillestrøm | Totale Lillestrøm | 99         | 35         |                 | ?               | ?               |                    | -                  | -                  |            | -          | -          | ?      | ?      |
| ott. 1997-mar. 1998 | Wimbledon FC      | PL                | 6          | 1          | FACup+CdL       | ?               | ?               | -                  | -                  | -                  | -          | -          | -          | ?      | ?      |
| mar.-giu. 1998      | Aalborg           | SL                | 15         | 1          | CD              | ?               | ?               | -                  | -                  | -                  | -          | -          | -          | ?      | ?      |
| 1998-1999           | Aalborg           | SL                | 32         | 7          | CD              | ?               | ?               | -                  | -                  | -                  | -          | -          | -          | ?      | ?      |
| 1999-2000           | Aalborg           | SL                | 29         | 5          | CD              | ?               | ?               | -                  | -                  | -                  | -          | -          | -          | ?      | ?      |
| lug.-ago. 2000      | Aalborg           | SL                | 5          | 0          | CD              | ?               | ?               | -                  | -                  | -                  | -          | -          | -          | ?      | ?      |
| Totale Aalborg      | Totale Aalborg    | Totale Aalborg    | 81         | 13         |                 | ?               | ?               |                    | -                  | -                  |            | -          | -          | ?      | ?      |
| ago. 2000-2001      | Copenaghen        | SL                | 14         | 4          | CD              | ?               | ?               | -                  | -                  | -                  | -          | -          | -          | ?      | ?      |
| Totale              | Totale            | Totale            | ?          | ?          |                 | ?               | ?               |                    | -                  | -                  |            | -          | -          | ?      | ?      |

### Cronologia presenze e reti in nazionale
| Cronologia completa delle presenze e delle reti in nazionale ― Norvegia | Cronologia completa delle presenze e delle reti in nazionale ― Norvegia | Cronologia completa delle presenze e delle reti in nazionale ― Norvegia | Cronologia completa delle presenze e delle reti in nazionale ― Norvegia | Cronologia completa delle presenze e delle reti in nazionale ― Norvegia | Cronologia completa delle presenze e delle reti in nazionale ― Norvegia | Cronologia completa delle presenze e delle reti in nazionale ― Norvegia | Cronologia completa delle presenze e delle reti in nazionale ― Norvegia |
| Data                                                                    | Città                                                                   | In casa                                                                 | Risultato                                                               | Ospiti                                                                  | Competizione                                                            | Reti                                                                    | Note                                                                    |
| ----------------------------------------------------------------------- | ----------------------------------------------------------------------- | ----------------------------------------------------------------------- | ----------------------------------------------------------------------- | ----------------------------------------------------------------------- | ----------------------------------------------------------------------- | ----------------------------------------------------------------------- | ----------------------------------------------------------------------- |
| 9-3-1994                                                                | Cardiff                                                                 | Galles                                                                  | 1 – 3                                                                   | Norvegia                                                                | Amichevole                                                              | -                                                                       |                                                                         |
| 14-12-1994                                                              | Ta' Qali                                                                | Malta                                                                   | 0 – 1                                                                   | Norvegia                                                                | Qual. Euro 1996                                                         | -                                                                       |                                                                         |
| 6-2-1995                                                                | Larnaca                                                                 | Norvegia                                                                | 7 – 0                                                                   | Estonia                                                                 | Amichevole                                                              | -                                                                       |                                                                         |
| 9-3-1995                                                                | Nicosia                                                                 | Cipro                                                                   | 0 – 2                                                                   | Norvegia                                                                | Amichevole                                                              | -                                                                       |                                                                         |
| 29-3-1995                                                               | Lussemburgo                                                             | Lussemburgo                                                             | 0 – 2                                                                   | Norvegia                                                                | Qual. Euro 1996                                                         | -                                                                       |                                                                         |
| 26-4-1995                                                               | Oslo                                                                    | Norvegia                                                                | 5 – 0                                                                   | Lussemburgo                                                             | Qual. Euro 1996                                                         | -                                                                       |                                                                         |
| 25-5-1995                                                               | Oslo                                                                    | Norvegia                                                                | 3 – 2                                                                   | Ghana                                                                   | Amichevole                                                              | -                                                                       |                                                                         |
| 7-6-1995                                                                | Oslo                                                                    | Norvegia                                                                | 2 – 0                                                                   | Malta                                                                   | Qual. Euro 1996                                                         | -                                                                       |                                                                         |
| 22-7-1995                                                               | Oslo                                                                    | Norvegia                                                                | 0 – 0                                                                   | Francia                                                                 | Amichevole                                                              | -                                                                       |                                                                         |
| 16-8-1995                                                               | Oslo                                                                    | Norvegia                                                                | 1 – 1                                                                   | Rep. Ceca                                                               | Qual. Euro 1996                                                         | -                                                                       |                                                                         |
| 6-9-1995                                                                | Praga                                                                   | Rep. Ceca                                                               | 2 – 0                                                                   | Norvegia                                                                | Qual. Euro 1996                                                         | -                                                                       |                                                                         |
| 11-10-1995                                                              | Oslo                                                                    | Norvegia                                                                | 0 – 0                                                                   | Inghilterra                                                             | Amichevole                                                              | -                                                                       |                                                                         |
| 15-11-1995                                                              | Rotterdam                                                               | Paesi Bassi                                                             | 3 – 0                                                                   | Norvegia                                                                | Qual. Euro 1996                                                         | -                                                                       |                                                                         |
| 26-11-1995                                                              | Kingston                                                                | Giamaica                                                                | 1 – 1                                                                   | Norvegia                                                                | Amichevole                                                              | -                                                                       |                                                                         |
| 29-11-1995                                                              | Port of Spain                                                           | Trinidad e Tobago                                                       | 3 – 2                                                                   | Norvegia                                                                | Amichevole                                                              | -                                                                       | cap.                                                                    |
| 7-2-1996                                                                | Las Palmas                                                              | Spagna                                                                  | 1 – 0                                                                   | Norvegia                                                                | Amichevole                                                              | -                                                                       |                                                                         |
| 27-3-1996                                                               | Belfast                                                                 | Irlanda del Nord                                                        | 0 – 2                                                                   | Norvegia                                                                | Amichevole                                                              | -                                                                       |                                                                         |
| 24-4-1996                                                               | Oslo                                                                    | Norvegia                                                                | 0 – 0                                                                   | Spagna                                                                  | Amichevole                                                              | -                                                                       |                                                                         |
| 2-6-1996                                                                | Oslo                                                                    | Norvegia                                                                | 5 – 0                                                                   | Azerbaigian                                                             | Qual. Mondiali 1998                                                     | 2                                                                       |                                                                         |
| 1-9-1996                                                                | Oslo                                                                    | Norvegia                                                                | 1 – 0                                                                   | Georgia                                                                 | Amichevole                                                              | 1                                                                       |                                                                         |
| 10-11-1996                                                              | Berna                                                                   | Svizzera                                                                | 0 – 1                                                                   | Norvegia                                                                | Qual. Mondiali 1998                                                     | -                                                                       |                                                                         |
| 18-1-1997                                                               | Melbourne                                                               | Norvegia                                                                | 0 – 1                                                                   | Corea del Sud                                                           | Amichevole                                                              | -                                                                       |                                                                         |
| 22-1-1997                                                               | Brisbane                                                                | Norvegia                                                                | 0 – 1                                                                   | Nuova Zelanda                                                           | Amichevole                                                              | -                                                                       | cap.                                                                    |
| 25-1-1997                                                               | Sydney                                                                  | Australia                                                               | 1 – 0                                                                   | Norvegia                                                                | Amichevole                                                              | -                                                                       | cap.                                                                    |
| 29-3-1997                                                               | Dubai                                                                   | Emirati Arabi Uniti                                                     | 1 – 4                                                                   | Norvegia                                                                | Amichevole                                                              | 1                                                                       |                                                                         |
| 30-4-1997                                                               | Oslo                                                                    | Norvegia                                                                | 1 – 1                                                                   | Finlandia                                                               | Qual. Mondiali 1998                                                     | -                                                                       |                                                                         |
| 30-5-1997                                                               | Oslo                                                                    | Norvegia                                                                | 4 – 2                                                                   | Brasile                                                                 | Amichevole                                                              | -                                                                       |                                                                         |
| 8-6-1997                                                                | Budapest                                                                | Ungheria                                                                | 1 – 1                                                                   | Norvegia                                                                | Qual. Mondiali 1998                                                     | -                                                                       |                                                                         |
| 20-8-1997                                                               | Helsinki                                                                | Finlandia                                                               | 0 – 4                                                                   | Norvegia                                                                | Qual. Mondiali 1998                                                     | 1                                                                       |                                                                         |
| 6-9-1997                                                                | Baku                                                                    | Azerbaigian                                                             | 0 – 1                                                                   | Norvegia                                                                | Qual. Mondiali 1998                                                     | -                                                                       |                                                                         |
| 10-9-1997                                                               | Oslo                                                                    | Norvegia                                                                | 5 – 0                                                                   | Svizzera                                                                | Qual. Mondiali 1998                                                     | 1                                                                       |                                                                         |
| 8-10-1997                                                               | Oslo                                                                    | Norvegia                                                                | 0 – 0                                                                   | Colombia                                                                | Amichevole                                                              | -                                                                       |                                                                         |
| 22-4-1998                                                               | Copenaghen                                                              | Danimarca                                                               | 0 – 2                                                                   | Norvegia                                                                | Amichevole                                                              | -                                                                       |                                                                         |
| 20-5-1998                                                               | Oslo                                                                    | Norvegia                                                                | 5 – 2                                                                   | Messico                                                                 | Amichevole                                                              | -                                                                       |                                                                         |
| 10-6-1998                                                               | Montpellier                                                             | Norvegia                                                                | 2 – 2                                                                   | Marocco                                                                 | Mondiali 1998 - 1º Turno                                                | -                                                                       |                                                                         |
| 16-6-1998                                                               | Bordeaux                                                                | Norvegia                                                                | 1 – 1                                                                   | Scozia                                                                  | Mondiali 1998 - 1º Turno                                                | -                                                                       |                                                                         |
| 27-6-1998                                                               | Marsiglia                                                               | Norvegia                                                                | 0 – 1                                                                   | Italia                                                                  | Mondiali 1998 - Ottavi di finale                                        | -                                                                       |                                                                         |
| 19-8-1998                                                               | Oslo                                                                    | Norvegia                                                                | 0 – 0                                                                   | Romania                                                                 | Amichevole                                                              | -                                                                       |                                                                         |
| 6-9-1998                                                                | Oslo                                                                    | Norvegia                                                                | 1 – 3                                                                   | Lettonia                                                                | Qual. Euro 2000                                                         | 1                                                                       |                                                                         |
| 10-10-1998                                                              | Lubiana                                                                 | Slovenia                                                                | 1 – 2                                                                   | Norvegia                                                                | Qual. Euro 2000                                                         | -                                                                       |                                                                         |
| 14-10-1998                                                              | Oslo                                                                    | Norvegia                                                                | 2 – 2                                                                   | Albania                                                                 | Qual. Euro 2000                                                         | -                                                                       |                                                                         |
| 18-11-1998                                                              | Il Cairo                                                                | Egitto                                                                  | 1 – 1                                                                   | Norvegia                                                                | Amichevole                                                              | -                                                                       |                                                                         |
| 22-1-1999                                                               | Umm al-Fahm                                                             | Estonia                                                                 | 3 – 3                                                                   | Norvegia                                                                | Amichevole                                                              | 1                                                                       |                                                                         |
| 10-2-1999                                                               | Pisa                                                                    | Italia                                                                  | 0 – 0                                                                   | Norvegia                                                                | Amichevole                                                              | -                                                                       |                                                                         |
| 27-3-1999                                                               | Atene                                                                   | Grecia                                                                  | 0 – 2                                                                   | Norvegia                                                                | Qual. Euro 2000                                                         | -                                                                       |                                                                         |
| 28-4-1999                                                               | Tbilisi                                                                 | Georgia                                                                 | 1 – 4                                                                   | Norvegia                                                                | Qual. Euro 2000                                                         | -                                                                       | cap.                                                                    |
| 30-5-1999                                                               | Oslo                                                                    | Norvegia                                                                | 1 – 0                                                                   | Georgia                                                                 | Qual. Euro 2000                                                         | -                                                                       | cap.                                                                    |
| 5-6-1999                                                                | Tirana                                                                  | Albania                                                                 | 1 – 2                                                                   | Norvegia                                                                | Qual. Euro 2000                                                         | -                                                                       |                                                                         |
| 9-10-1999                                                               | Riga                                                                    | Lettonia                                                                | 1 – 2                                                                   | Norvegia                                                                | Qual. Euro 2000                                                         | -                                                                       |                                                                         |
| 14-11-1999                                                              | Oslo                                                                    | Norvegia                                                                | 0 – 1                                                                   | Germania                                                                | Amichevole                                                              | -                                                                       |                                                                         |
| 31-1-2000                                                               | La Manga del Mar Menor                                                  | Islanda                                                                 | 0 – 0                                                                   | Norvegia                                                                | Amichevole                                                              | -                                                                       |                                                                         |
| 2-2-2000                                                                | La Manga del Mar Menor                                                  | Danimarca                                                               | 2 – 4                                                                   | Norvegia                                                                | Amichevole                                                              | -                                                                       |                                                                         |
| 4-2-2000                                                                | La Manga del Mar Menor                                                  | Svezia                                                                  | 1 – 1                                                                   | Norvegia                                                                | Amichevole                                                              | -                                                                       |                                                                         |
| 23-2-2000                                                               | Istanbul                                                                | Turchia                                                                 | 0 – 2                                                                   | Norvegia                                                                | Amichevole                                                              | -                                                                       |                                                                         |
| 29-3-2000                                                               | Lugano                                                                  | Svizzera                                                                | 2 – 2                                                                   | Norvegia                                                                | Amichevole                                                              | 1                                                                       |                                                                         |
| 26-4-2000                                                               | Oslo                                                                    | Norvegia                                                                | 0 – 2                                                                   | Belgio                                                                  | Amichevole                                                              | -                                                                       |                                                                         |
| 27-5-2000                                                               | Oslo                                                                    | Norvegia                                                                | 2 – 0                                                                   | Slovacchia                                                              | Amichevole                                                              | -                                                                       |                                                                         |
| 21-6-2000                                                               | Arnhem                                                                  | Slovenia                                                                | 0 – 0                                                                   | Norvegia                                                                | Euro 2000 - 1º Turno                                                    | -                                                                       | cap.                                                                    |
| Totale                                                                  |                                                                         | Presenze                                                                | 58                                                                      |                                                                         | Reti                                                                    | 9                                                                       |                                                                         |

### Statistiche da allenatore
Statistiche aggiornate al 22 maggio 2022.
| Stagione          | Squadra           | Campionato        | Campionato | Campionato | Campionato | Campionato | Coppe nazionali | Coppe nazionali | Coppe nazionali | Coppe nazionali | Coppe nazionali | Coppe continentali | Coppe continentali | Coppe continentali | Coppe continentali | Coppe continentali | Altre coppe | Altre coppe | Altre coppe | Altre coppe | Altre coppe | Totale | Totale | Totale | Totale | % Vittorie | Piazzamento |
| Stagione          | Squadra           | Comp              | G          | V          | N          | P          | Comp            | G               | V               | N               | P               | Comp               | G                  | V                  | N                  | P                  | Comp        | G           | V           | N           | P           | G      | V      | N      | P      | %          | Piazzamento |
| ----------------- | ----------------- | ----------------- | ---------- | ---------- | ---------- | ---------- | --------------- | --------------- | --------------- | --------------- | --------------- | ------------------ | ------------------ | ------------------ | ------------------ | ------------------ | ----------- | ----------- | ----------- | ----------- | ----------- | ------ | ------ | ------ | ------ | ---------- | ----------- |
| 2002              | HamKam            | 1D                | 30         | 11         | 8          | 11         | CN              | 2               | 1               | 0               | 1               | -                  | -                  | -                  | -                  | -                  | -           | -           | -           | -           | -           | 32     | 12     | 8      | 12     | 37,50      | 8°          |
| 2003              | HamKam            | 1D                | 30         | 19         | 6          | 5          | CN              | 3               | 2               | 0               | 1               | -                  | -                  | -                  | -                  | -                  | -           | -           | -           | -           | -           | 33     | 21     | 6      | 6      | 63,64      | 1°, (prom.) |
| 2004              | HamKam            | E                 | 26         | 10         | 8          | 8          | CN              | 5               | 4               | 0               | 1               | -                  | -                  | -                  | -                  | -                  | -           | -           | -           | -           | -           | 31     | 14     | 8      | 9      | 45,16      | 5°          |
| 2005              | HamKam            | E                 | 26         | 8          | 7          | 11         | CN              | 4               | 3               | 0               | 1               | -                  | -                  | -                  | -                  | -                  | -           | -           | -           | -           | -           | 30     | 11     | 7      | 12     | 36,67      | 10°         |
| Totale HamKam     | Totale HamKam     | Totale HamKam     | 112        | 48         | 29         | 35         |                 | 14              | 10              | 0               | 4               |                    | -                  | -                  | -                  | -                  |             | -           | -           | -           | -           | 125    | 58     | 29     | 39     | 46,40      |             |
| mar.-mag. 2006    | Copenaghen        | SL                | 13         | 7          | 6          | 6          | CD              | 1               | 0               | 0               | 1               | -                  | -                  | -                  | -                  | -                  | -           | -           | -           | -           | -           | 14     | 7      | 6      | 7      | 50,00      | Sub., 1°    |
| 2006-2007         | Copenaghen        | SL                | 33         | 23         | 7          | 3          | CD              | 5               | 3               | 1               | 1               | UCL                | 10                 | 4                  | 2                  | 4                  | -           | -           | -           | -           | -           | 48     | 30     | 10     | 8      | 62,50      | 1°          |
| 2007-2008         | Copenaghen        | SL                | 33         | 17         | 9          | 7          | CD              | 5               | 3               | 1               | 1               | UCL+CU             | 4+6                | 1+2                | 1+1                | 2+3                | -           | -           | -           | -           | -           | 48     | 23     | 12     | 13     | 47,92      | 3°          |
| 2008-2009         | Copenaghen        | SL                | 33         | 23         | 5          | 5          | CD              | 6               | 6               | 0               | 0               | CU                 | 12                 | 6                  | 4                  | 2                  | -           | -           | -           | -           | -           | 51     | 35     | 9      | 7      | 68,63      | 1°          |
| 2009-2010         | Copenaghen        | SL                | 33         | 21         | 5          | 7          | CD              | 2               | 1               | 0               | 1               | UCL+UEL            | 6+8                | 4+3                | 1+1                | 1+4                | -           | -           | -           | -           | -           | 49     | 29     | 7      | 13     | 59,18      | 1°          |
| 2010-2011         | Copenaghen        | SL                | 33         | 25         | 6          | 2          | CD              | 2               | 1               | 0               | 1               | UCL                | 12                 | 5                  | 3                  | 4                  | -           | -           | -           | -           | -           | 47     | 31     | 9      | 7      | 65,96      | 1°          |
| 2011-apr. 2012    | Colonia           | BL                | 30         | 8          | 5          | 17         | CG              | 2               | 1               | 0               | 1               | -                  | -                  | -                  | -                  | -                  | -           | -           | -           | -           | -           | 32     | 9      | 5      | 18     | 28,13      | Eson.       |
| 2012-gen. 2013    | Wolverhampton     | FLC               | 26         | 10         | 3          | 13         | FACup+CdL       | 1+3             | 0+1             | 0+1             | 1+1             | -                  | -                  | -                  | -                  | -                  | -           | -           | -           | -           | -           | 30     | 11     | 4      | 15     | 36,67      | Eson.       |
| set. 2013-2014    | Copenaghen        | SL                | 28         | 15         | 9          | 4          | CD              | 6               | 4               | 1               | 1               | UCL                | 6                  | 1                  | 1                  | 4                  | -           | -           | -           | -           | -           | 40     | 20     | 11     | 9      | 50,00      | Sub., 2°    |
| 2014-2015         | Copenaghen        | SL                | 33         | 20         | 7          | 6          | CD              | 6               | 4               | 2               | 0               | UCL+UEL            | 4+6                | 1+1                | 1+1                | 2+4                | -           | -           | -           | -           | -           | 49     | 26     | 11     | 12     | 53,06      | 2°          |
| 2015-2016         | Copenaghen        | SL                | 33         | 21         | 8          | 4          | CD              | 6               | 5               | 1               | 0               | UEL                | 4                  | 3                  | 0                  | 1                  | -           | -           | -           | -           | -           | 43     | 29     | 9      | 5      | 67,44      | 1°          |
| 2016-2017         | Copenaghen        | SL                | 26+10      | 19+6       | 7+2        | 0+2        | CD              | 5               | 5               | 0               | 0               | UCL+UEL            | 12+4               | 6+2                | 5+1                | 1+1                | -           | -           | -           | -           | -           | 57     | 38     | 15     | 4      | 66,67      | 1°          |
| 2017-2018         | Copenaghen        | SL                | 26+10+1    | 13+4+1     | 5+2        | 8+4        | CD              | 2               | 1               | 0               | 1               | UCL+UEL            | 6+8                | 3+2                | 0+3                | 3+3                | -           | -           | -           | -           | -           | 53     | 24     | 10     | 19     | 45,28      | 4°          |
| 2018-2019         | Copenaghen        | SL                | 26+10      | 19+7       | 4+0        | 3+3        | CD              | 2               | 1               | 0               | 1               | UEL                | 14                 | 6                  | 5                  | 3                  | -           | -           | -           | -           | -           | 52     | 34     | 8      | 10     | 65,38      | 1°          |
| 2019-2020         | Copenaghen        | SL                | 26+10      | 18+3       | 2+3        | 6+4        | CD              | 3               | 1               | 1               | 1               | UCL+UEL            | 4+13               | 2+5                | 2+4                | 0+4                | -           | -           | -           | -           | -           | 56     | 30     | 10     | 16     | 53,57      | 2°          |
| set.-ott. 2020    | Copenaghen        | SL                | 4          | 1          | 1          | 2          | CD              | 0               | 0               | 0               | 0               | UEL                | 3                  | 2                  | 0                  | 1                  | -           | -           | -           | -           | -           | 7      | 3      | 1      | 3      | 42,86      | Eson.       |
| Totale Copenaghen | Totale Copenaghen | Totale Copenaghen | 424        | 253        | 88         | 70         |                 | 51              | 35              | 7               | 9               |                    | 152                | 59                 | 36                 | 47                 |             | -           | -           | -           | -           | 614    | 349    | 128    | 127    | 56,84      |             |
| Totale Carriera   | Totale Carriera   | Totale Carriera   | 592        | 319        | 125        | 135        |                 | 71              | 47              | 8               | 16              |                    | 152                | 59                 | 36                 | 47                 |             | -           | -           | -           | -           | 815    | 425    | 169    | 198    | 52,15      |             |

#### Nazionale
Statistiche aggiornate al 9 giugno 2025.
| Squadra  | Naz                 | dal             | al       | Record | Record | Record | Record | Record | Record | Record | Record     |
| Squadra  | Naz                 | dal             | al       | G      | V      | N      | P      | GF     | GS     | DR     | % Vittorie |
| -------- | ------------------- | --------------- | -------- | ------ | ------ | ------ | ------ | ------ | ------ | ------ | ---------- |
| Norvegia | Norvegia (bandiera) | 7 dicembre 2020 | in corso | 46     | 25     | 9      | 11     | 95     | 46     | +49    | 54,35      |

#### Nazionale nel dettaglio
| 2021            | Norvegia        | Qual. Mondiale 2022           | 3º nel Gruppo F, non qualificata                 | 10 | 5  | 3 | 2  | 50,00                          | 16 | 8  | +8  |
| 2022            | Norvegia        | UEFA Nations League 2022-2023 | 2° nel Gruppo 4 della Lega B                     | 6  | 3  | 1 | 2  | 50,00                          | 7  | 7  | +0  |
| 2023            | Norvegia        | Qual. Euro 2024               | 3º nel Gruppo A, non qualificata                 | 8  | 3  | 2 | 3  | 37,50                          | 14 | 12 | +2  |
| 2024            | Norvegia        | UEFA Nations League 2024-2025 | 1º nel Gruppo 3 della Lega B, promosso in Lega A | 6  | 4  | 1 | 1  | 66,67                          | 15 | 7  | +8  |
| 2025            | Norvegia        | Qual. Mondiale 2026           | nel gruppo I                                     | 4  | 4  | 0 | 0  | 100,00&                        | 13 | 2  | +11 |
| Dal 2020        | Norvegia        | Amichevoli                    |                                                  | 12 | 8  | 1 | 4  | 66,67 \|\| 30 \|\| 10 \|\| +20 |    |    |     |
| Totale Norvegia | Totale Norvegia | Totale Norvegia               | Totale Norvegia                                  | 46 | 25 | 9 | 11 | 54,35                          | 95 | 46 | +49 |

#### Panchine da commissario tecnico della nazionale norvegese
| Cronologia completa delle presenze e delle reti in nazionale ― Norvegia | Cronologia completa delle presenze e delle reti in nazionale ― Norvegia | Cronologia completa delle presenze e delle reti in nazionale ― Norvegia | Cronologia completa delle presenze e delle reti in nazionale ― Norvegia | Cronologia completa delle presenze e delle reti in nazionale ― Norvegia | Cronologia completa delle presenze e delle reti in nazionale ― Norvegia | Cronologia completa delle presenze e delle reti in nazionale ― Norvegia                                  | Cronologia completa delle presenze e delle reti in nazionale ― Norvegia |
| Data                                                                    | Città                                                                   | In casa                                                                 | Risultato                                                               | Ospiti                                                                  | Competizione                                                            | Reti | Note                                                                    |
| ----------------------------------------------------------------------- | ----------------------------------------------------------------------- | ----------------------------------------------------------------------- | ----------------------------------------------------------------------- | ----------------------------------------------------------------------- | ----------------------------------------------------------------------- | --- | ----------------------------------------------------------------------- |
| 24-3-2021                                                               | Gibilterra                                                              | Gibilterra                                                              | 0 – 3                                                                   | Norvegia                                                                | Qual. Mondiali 2022                                                     | Alexander Sorloth Kristian Thorstvedt Jonas Svensson                                                     | Cap: M. Ødegaard                                                        |
| 27-3-2021                                                               | Malaga                                                                  | Norvegia                                                                | 0 – 3                                                                   | Turchia                                                                 | Qual. Mondiali 2022                                                     | - | Cap: M. Ødegaard                                                        |
| 30-3-2021                                                               | Podgorica                                                               | Montenegro                                                              | 0 – 1                                                                   | Norvegia                                                                | Qual. Mondiali 2022                                                     | Alexander Sorloth                                                                                        | Cap: M. Ødegaard                                                        |
| 2-6-2021                                                                | Malaga                                                                  | Norvegia                                                                | 1 – 0                                                                   | Lussemburgo                                                             | Amichevole                                                              | Erling Haaland                                                                                           | Cap: M. Ødegaard                                                        |
| 6-6-2021                                                                | Malaga                                                                  | Norvegia                                                                | 1 – 2                                                                   | Grecia                                                                  | Amichevole                                                              | Stefan Strandberg                                                                                        | Cap: M. Ødegaard                                                        |
| 1-9-2021                                                                | Oslo                                                                    | Norvegia                                                                | 1 – 1                                                                   | Paesi Bassi                                                             | Qual. Mondiali 2022                                                     | Erling Haaland                                                                                           | Cap: M. Ødegaard                                                        |
| 4-9-2021                                                                | Riga                                                                    | Lettonia                                                                | 0 – 2                                                                   | Norvegia                                                                | Qual. Mondiali 2022                                                     | Erling Haaland (rig.) Mohamed Elyounoussi                                                                | Cap: M. Ødegaard                                                        |
| 7-9-2021                                                                | Oslo                                                                    | Norvegia                                                                | 5 – 1                                                                   | Gibilterra                                                              | Qual. Mondiali 2022                                                     | Kristian Thorstvedt 3 Erling Haaland Alexander Sorloth                                                   | Cap: M. Ødegaard                                                        |
| 8-10-202                                                                | Istanbul                                                                | Turchia                                                                 | 1 – 1                                                                   | Norvegia                                                                | Qual. Mondiali 2022                                                     | Kristian Thorstvedt                                                                                      | Cap: M. Ødegaard                                                        |
| 11-10-2021                                                              | Oslo                                                                    | Norvegia                                                                | 2 – 0                                                                   | Montenegro                                                              | Qual. Mondiali 2022                                                     | 2 Mohamed Elyounoussi                                                                                    | Cap: M. Ødegaard                                                        |
| 13-11-2021                                                              | Oslo                                                                    | Norvegia                                                                | 0 – 0                                                                   | Lettonia                                                                | Qual. Mondiali 2022                                                     | - | Cap: M. Ødegaard                                                        |
| 16-11-2021                                                              | Rotterdam                                                               | Paesi Bassi                                                             | 2 – 0                                                                   | Norvegia                                                                | Qual. Mondiali 2022                                                     | - | Cap: M. Ødegaard                                                        |
| 25-3-2022                                                               | Oslo                                                                    | Norvegia                                                                | 2 – 0                                                                   | Slovacchia                                                              | Amichevole                                                              | Erling Haaland Martin Odegaard                                                                           | Cap: M. Ødegaard                                                        |
| 29-3-2022                                                               | Oslo                                                                    | Norvegia                                                                | 9 – 0                                                                   | Armenia                                                                 | Amichevole                                                              | 2 Erling Haaland 3 Joshua King (1 rig.) Kristian Thorstvedt Mats Møller Dæhli autorete Alexander Sorloth | Cap: M. Ødegaard                                                        |
| 2-6-2022                                                                | Belgrado                                                                | Serbia                                                                  | 0 – 1                                                                   | Norvegia                                                                | UEFA Nations League 2022-2023 - Lega B                                  | Erling Haaland                                                                                           | Cap: M. Ødegaard                                                        |
| 5-6-2022                                                                | Solna                                                                   | Svezia                                                                  | 1 – 2                                                                   | Norvegia                                                                | UEFA Nations League 2022-2023 - Lega B                                  | 2 Erling Haaland (1 rig.)                                                                                | Cap: M. Ødegaard                                                        |
| 9-6-2022                                                                | Oslo                                                                    | Norvegia                                                                | 0 – 0                                                                   | Slovenia                                                                | UEFA Nations League 2022-2023 - Lega B                                  | - | Cap: M. Ødegaard                                                        |
| 12-6-2022                                                               | Oslo                                                                    | Norvegia                                                                | 3 – 2                                                                   | Svezia                                                                  | UEFA Nations League 2022-2023 - Lega B                                  | 2 Erling Haaland (1 rig.) Alexander Sorloth                                                              | Cap: M. Ødegaard                                                        |
| 24-9-2022                                                               | Lubiana                                                                 | Slovenia                                                                | 2 – 1                                                                   | Norvegia                                                                | UEFA Nations League 2022-2023 - Lega B                                  | Erling Haaland                                                                                           | Cap: M. Ødegaard                                                        |
| 27-9-2022                                                               | Oslo                                                                    | Norvegia                                                                | 0 – 2                                                                   | Serbia                                                                  | UEFA Nations League 2022-2023 - Lega B                                  | - | Cap: M. Ødegaard                                                        |
| 17-11-2022                                                              | Dublino                                                                 | Irlanda                                                                 | 1 – 2                                                                   | Norvegia                                                                | Amichevole                                                              | Leo Skiri Østigård Ohi Omoijuanfo                                                                        | Cap: M. Ødegaard                                                        |
| 20-11-2022                                                              | Oslo                                                                    | Norvegia                                                                | 1 – 1                                                                   | Finlandia                                                               | Amichevole                                                              | Alexander Sorloth                                                                                        | Cap: M. Ødegaard                                                        |
| 25-3-2023                                                               | Malaga                                                                  | Spagna                                                                  | 3 – 0                                                                   | Norvegia                                                                | Qual. Euro 2024                                                         | - | Cap: M. Ødegaard                                                        |
| 28-3-2023                                                               | Batumi                                                                  | Georgia                                                                 | 1 – 1                                                                   | Norvegia                                                                | Qual. Euro 2024                                                         | Alexander Sorloth                                                                                        | Cap: M. Ødegaard                                                        |
| 17-6-2023                                                               | Oslo                                                                    | Norvegia                                                                | 1 – 2                                                                   | Scozia                                                                  | Qual. Euro 2024                                                         | Erling Haaland (rig.)                                                                                    | Cap: M. Ødegaard                                                        |
| 20-6-2023                                                               | Oslo                                                                    | Norvegia                                                                | 3 – 1                                                                   | Cipro                                                                   | Qual. Euro 2024                                                         | Ola Solbakken 2 Erling Haaland (1 rig.)                                                                  | Cap: M. Ødegaard                                                        |
| 7-9-2023                                                                | Oslo                                                                    | Norvegia                                                                | 6 – 0                                                                   | Giordania                                                               | Amichevole                                                              | Antonio Nusa Kristoffer Ajer Jørgen Strand Larsen Fredrik André Bjørkan Bård Finne Hugo Vetlesen         | Cap: M. Ødegaard                                                        |
| 12-9-2023                                                               | Oslo                                                                    | Norvegia                                                                | 2 – 1                                                                   | Georgia                                                                 | Qual. Euro 2024                                                         | Erling Haaland Martin Ødegaard                                                                           | Cap: M. Ødegaard                                                        |
| 12-10-2023                                                              | Larnaca                                                                 | Cipro                                                                   | 0 – 4                                                                   | Norvegia                                                                | Qual. Euro 2024                                                         | Alexander Sørloth 2 Erling Haaland Fredrik Aursnes                                                       | Cap: M. Ødegaard                                                        |
| 15-10-2023                                                              | Oslo                                                                    | Norvegia                                                                | 0 – 1                                                                   | Spagna                                                                  | Qual. Euro 2024                                                         | - | Cap: M. Ødegaard                                                        |
| 16-11-2023                                                              | Oslo                                                                    | Norvegia                                                                | 2 – 0                                                                   | Fær Øer                                                                 | Amichevole                                                              | Jørgen Strand Larsen Oscar Bobb                                                                          | Cap: S. Berge                                                           |
| 19-11-2023                                                              | Glasgow                                                                 | Scozia                                                                  | 3 – 3                                                                   | Norvegia                                                                | Qual. Euro 2024                                                         | Aron Dønnum Jørgen Strand Larsen Mohamed Elyounoussi                                                     | Cap: S. Berge                                                           |
| 22-3-2024                                                               | Oslo                                                                    | Norvegia                                                                | 1 – 2                                                                   | Rep. Ceca                                                               | Amichevole                                                              | Oscar Bobb                                                                                               | Cap: M. Ødegaard                                                        |
| 26-3-2024                                                               | Oslo                                                                    | Norvegia                                                                | 1 – 1                                                                   | Slovacchia                                                              | Amichevole                                                              | Alexander Sørloth                                                                                        | Cap: M. Ødegaard                                                        |
| 5-6-2024                                                                | Oslo                                                                    | Norvegia                                                                | 3 – 0                                                                   | Kosovo                                                                  | Amichevole                                                              | 3 Erling Haaland                                                                                         | Cap: M. Ødegaard                                                        |
| 8-6-2024                                                                | Brøndby                                                                 | Danimarca                                                               | 3 – 1                                                                   | Norvegia                                                                | Amichevole                                                              | Erling Haaland                                                                                           | Cap: M. Ødegaard                                                        |
| 6-9-2024                                                                | Pavlodar                                                                | Kazakistan                                                              | 0 – 0                                                                   | Norvegia                                                                | UEFA Nations League 2024-2025 - Lega B                                  | - | Cap: M. Ødegaard                                                        |
| 9-9-2024                                                                | Oslo                                                                    | Norvegia                                                                | 2 – 1                                                                   | Austria                                                                 | UEFA Nations League 2024-2025 - Lega B                                  | Felix Myhre Erling Haaland                                                                               | Cap: M. Ødegaard                                                        |
| 10-10-2024                                                              | Oslo                                                                    | Norvegia                                                                | 3 – 0                                                                   | Slovenia                                                                | UEFA Nations League 2024-2025 - Lega B                                  | 2 Erling Haaland Alexander Sørloth                                                                       | Cap: E. Haaland                                                         |
| 13-10-2024                                                              | Linz                                                                    | Austria                                                                 | 5 – 1                                                                   | Norvegia                                                                | UEFA Nations League 2024-2025 - Lega B                                  | Alexander Sørloth                                                                                        | Cap: E. Haaland                                                         |
| 14-11-2024                                                              | Lubiana                                                                 | Slovenia                                                                | 1 – 4                                                                   | Norvegia                                                                | UEFA Nations League 2024-2025 - Lega B                                  | 2 Antonio Nusa Erling Haaland Jens Petter Hauge                                                          | Cap: E. Haaland                                                         |
| 17-11-2024                                                              | Oslo                                                                    | Norvegia                                                                | 5 – 0                                                                   | Kazakistan                                                              | UEFA Nations League 2024-2025 - Lega B                                  | 3 Erling Haaland Alexander Sørloth Antonio Nusa                                                          | Cap: E. Haaland                                                         |
| 22-3-2025                                                               | Chișinău                                                                | Moldavia                                                                | 0 – 5                                                                   | Norvegia                                                                | Qual. Mondiali 2026                                                     | Julian Ryerson Erling Haaland Thelo Aasgaard Alexander Sørloth Aron Dønnum                               | Cap: M. Ødegaard                                                        |
| 25-3-2025                                                               | Debrecen                                                                | Israele                                                                 | 2 – 4                                                                   | Norvegia                                                                | Qual. Mondiali 2026                                                     | David Møller Wolfe Alexander Sørloth Kristoffer Ajer Erling Haaland                                      | Cap: M. Ødegaard                                                        |
| 6-6-2025                                                                | Oslo                                                                    | Norvegia                                                                | 3 – 0                                                                   | Italia                                                                  | Qual. Mondiali 2026                                                     | Alexander Sørloth Antonio Nusa Erling Haaland                                                            | Cap: M. Ødegaard                                                        |
| 9-6-2025                                                                | Tallinn                                                                 | Estonia                                                                 | 0 – 1                                                                   | Norvegia                                                                | Qual. Mondiali 2026                                                     | Erling Haaland                                                                                           | Cap: M. Ødegaard                                                        |
| Totale                                                                  |                                                                         | Presenze                                                                | 46                                                                      |                                                                         | Reti                                                                    | 95 |                                                                         |

## Palmarès

### Giocatore

#### Club
- Campionato danese: 2

Aalborg: 1998-1999
Copenaghen: 2000-2001

#### Individuale
- Centrocampista dell'anno del campionato norvegese: 1

1995
- Giocatore dell'anno del campionato danese: 1

1999

### Allenatore

#### Club

##### Competizioni nazionali
- 1. divisjon: 1

Hamarkameratene: 2003
- Campionato danese: 8

Copenaghen: 2005-2006, 2006-2007, 2008-2009, 2009-2010, 2010-2011, 2015-2016, 2016-2017, 2018-2019
- Coppa di Danimarca: 4

Copenaghen: 2008-2009, 2014-2015, 2015-2016, 2016-2017

##### Competizioni internazionali
- Royal League: 1

Copenaghen: 2005-2006

#### Individuale
- Allenatore dell'anno del campionato norvegese: 1

2004